# David Bischoff
Pour les articles homonymes, voir Bischoff.
David Fredrick Bischoff, né le 15 décembre 1951 à Washington et mort le 19 mars 2018 à Eugene en Oregon, est un écrivain américain.

## Biographie
David Bischoff écrit des nouvelles fantastiques, policières et de science-fiction depuis 1974. Il est secrétaire de la Science Fiction Writers of America mais il est davantage connu pour avoir contribué à des séries télévisées telles que Star Trek : La Nouvelle Génération.

## Œuvres (liste non exhaustive)

### SérieNightworld
1. (en) Nightworld, 1979
2. (en) Vampires of Nightworld, 1981

### SérieDragonstar
Cette série est coécrite avec Thomas F. Monteleone.
1. (en) Dragonstar, 1981
2. (en) Day of the Dragonstar, 1983
3. (en) Night of the Dragonstar, 1985
4. (en) Dragonstar Destiny, 1989

### SérieThe Crow
Cette série est basée sur la bande dessinée The Crow.
1. Ce que dit le corbeau, Fleuve noir, 2000 ((en) Quoth the Crow, 1998), trad. Céline L'Official  (ISBN 2-265-06668-0)
2. (en) A Murder of Crows, 1998Écrit avec Poppy Z. Brite et Chet Williamson (en).

### UniversStar Trek

#### SérieStar Trek: The Next Generation
- Destruction imminente, Fleuve noir, 1996 ((en) Grounded, 1993), trad. Bruno Billion  (ISBN 978-2-265-05917-7)

### SérieSeaQuest DSV
- L'Ancien, Lefrancq, 1996 ((en) The Ancient, 1994), trad. Christophe Corthouts  (ISBN 2-87153-359-8)

### Romans indépendants
- (en) The Seeker, 1976Écrit avec Christopher Lampton.
- (en) The Phantom of the Opera, 1976
- (en) Forbidden World, 1978Écrit avec Ted White.
- Les Enfants du voyage, OPTA, coll. « Galaxie-bis » no 96, 1983 ((en) Tin woodman, 1979), trad. E. C. L. Meistermann  (ISBN 2-7201-0182-6)Écrit avec Dennis R. Bailey.
- (en) The Selkie, 1982Écrit avec Charles Sheffield.
- (en) Mandala, 1983
- Wargames, Hachette Jeunesse, coll. « Masque jeunesse Cinéma », 1983 ((en) Wargames, 1983), trad. Philippe Rouard  (ISBN 2-01-009815-3)
- (en) The Crunch Bunch, 1985
- (en) The Manhattan Project, 1986
- (en) The Blob, 1988
- (en) The Judas Cross, 1994Écrit avec Charles Sheffield.
- (en) Hackers, 1995
- (en) Philip K. Dick High, 2000
- (en) The Diplomatic Touch, 2001
- (en) The H. P. Lovecraft Institute, 2002
- (en) Jack London, Star Warrior, 2003
- (en) J.R.R. Tolkien University, 2003

### Recueils de nouvelles
- (en) Tripping the Dark Fantastic, 2000

### Livres-jeu
- À la recherche des dinosaures (livre-jeu n° 2 de la collection « Le livre qui fera de vous le voyageur du temps »[3])